# Terremoto de North Canterbury de 2016
El terremoto de Kaikoura de 2016 fue un terremoto de magnitud 7,8 MW ocurrido en la Isla sur de Nueva Zelanda el 14 de noviembre de 2016 a las 00:02 horas NZT (13 de noviembre de 2016 a las 11:02 horas UTC). El epicentro se situó a 53 kilómetros al norte-noreste de Amberley. Mientras que el hipocentro estaba a una profundidad aproximada de 23 kilómetros. El sismo rompió una gran cantidad de líneas de falla en una secuencia compleja que duró más de 1 minuto.
Fallecieron dos personas, una en Kaikoura y otra en el Monte Lyford, además de varios heridos en Culverden y Kaikoura.

## Descripción
El Servicio Geológico de Estados Unidos indicó que el terremoto se produjo la madrugada del lunes (horario local) y tuvo una magnitud de 7,8 MW. Originalmente, el USGS había estimado la información preliminar en 7,5 Mb; esto luego fue rebajado a 7,4 MWB, hasta que la magnitud oficial se confirmó que era de 7,8 MWW.
El terremoto tuvo su epicentro bajo la Isla Sur a una profundidad aproximada de 23 kilómetros. Se determinó que el terremoto fue resultado una secuencia compleja de rupturas, se produjo a las 00:02:56 horas (local) del 14 de noviembre. Las investigaciones de campo iniciales indican que se produjo un movimiento en la falla de Kekerengu y fue de hasta 10 metros, otro movimiento en la falla de Hundalee, una falla nuevamente identificada en la bahía de Waipapa, así como también un movimiento menor en el segmento Seaward de la falla de la Esperanza. Partes de los fondos marinos cerca de Kaikoura fueron levantadas por lo menos 2 metros a lo largo de la costa, creando una nueva costa.
La continuación de la costa de la Falla de Kekerengu al noreste, conocida como la Falla de Agujas, se rompió también. El geólogo marino de la NIWA, Philip Barnes, dijo que la longitud de la ruptura de la Falla de las Agujas de Kekerengu puede extenderse por unos 70 km, consistentes en 36 km en tierra y 34 km bajo el mar.

## Tsunami
A las 01:32 (NZT) del 14 de noviembre, el Ministerio de Defensa Civil y Gestión de Emergencias (MCDEM) emitió una alerta de tsunami para las costas orientales de las Islas del Norte, del Sur y las Islas Chatham.
Se registró una ola de 2,5 metros en Kaikoura, 1 metro en Christchurch y 0,5 metros en Wellington. Una ola de 0.2 metros fue registrada en Napier cerca de las 03:00 horas. Un tsunami estimado en cinco metros de altura golpeó la bahía de Little Pigeon hacia el norte de la península de Banks. La bahía contenía sólo un edificio, una casa de vacaciones desocupada que fue expulsada de sus cimientos y muy dañada. En la vecina Bahía Pigeon el tsunami se observó alrededor de las 2 de la mañana, pero no causó ningún daño.

## Víctimas y daños

### Kaikoura y Canterbury del norte
Se informó de dos muertes: una persona sufrió un ataque al corazón, mientras que la otra fue aplastada cuando el histórico caserío Elms Farm cerca de Kaikoura se derrumbó. Dos personas fueron rescatadas de los escombros de la casa, incluida la madre de 100 años de la víctima.
Muchas carreteras importantes fueron cerradas en la Isla Sur debido a resbalones y daños a puentes, incluyendo la Carretera Estatal 1 entre Picton y Waipara, y la Carretera Estatal 7 entre Waipara y Springs Junction. La mayoría de las carreteras fueron despejadas en 24 horas, pero la SH 1 entre Seddon y Cheviot vía Kaikoura y el Camino Interior de Kaikoura permanecieron cerradas. El cierre de SH1, el camino de Kaikoura interior y el ferrocarril principal de la línea del norte cortaron realmente todas las rutas de la tierra en Kaikoura dejándolo completamente asilado.
La policía detuvo a tres hombres jóvenes después de recibir un informe el 16 de noviembre de que un tren de mercancías abandonado entre dos deslizamientos de tierra había sido saqueado.
A partir de la mañana del 19 de noviembre, Kaikoura quedó cortada por carretera debido a deslizamientos de tierra, puentes e infraestructura dañados, hundimiento de carreteras y el riesgo de caídas de escombros. La Agencia de Transportes de Nueva Zelanda dijo que la Carretera Estatal 1 tomaría meses para reparar, mientras que las reparaciones a la línea de ferrocarril, una conexión de carga clave entre Wellington y Lyttelton, era probable que tome más de un año. La ruta de desvío a través de las carreteras estatales 63, 6, 65 y 7 experimentaba cuatro veces sus volúmenes habituales de tráfico.
El abastecimiento de agua de la red se restableció en su mayoría al municipio de Kaikoura para el 19 de noviembre, pero la oferta estaba en un "estado frágil" y la conservación era necesaria. El sistema de alcantarillado estaba "severamente dañado" e inutilizable.
El 30 de noviembre de 2016, se reabrió la carretera interior de Kaikoura, denominada "carretera de acceso de emergencia de Kaikoura", a los conductores civiles que poseían un permiso y por horas restringidas del día. Veinticinco tripulantes habían trabajado para limpiar 50 deslizamientos de tierra solamente en esa carretera.

### Wellington
El daño generalizado a los edificios ocurrió en la ciudad próxima de Wellington, con los cortes de energía que afectan a muchas comunidades. Un bloque de oficinas de gran altura en la calle Molesworth en Wellington fue acordonado después del terremoto en medio de temores de que podría colapsar.
La demolición del edificio de nueve pisos comenzó el 28 de noviembre. El Centro Comercial Queensgate en Lower Hutt fue cerrado después del terremoto para una inspección urgente. Se reabrió parcialmente el 25 de noviembre, sin embargo, una parte del centro que contiene un complejo de cine y un aparcamiento fue considerado inseguro y está programado para ser demolido.
El daño a los muelles en Wellington también perjudicó el tráfico de transbordadores a través del estrecho de Cook.

### Christchurch
Una casa en el suburbio costero de New Brighton en Christchurch fue supuestamente saqueada después de que los ocupantes se fueran debido al riesgo del tsunami.

## Consecuencias en la región
A las escuelas y universidades de toda la región se les dijo que permanecieran cerradas hasta que se pudiera evaluar la situación, afectando los exámenes de fin de año del Certificado Nacional de Logro Educativo para estudiantes de secundaria.

## Respuesta
El primer ministro John Key examinó el daño desde las alturas y más tarde describió las escenas como "devastación absoluta" y estimó que la reconstrucción llevaría meses y costaría miles de millones de dólares.
La Fuerza de Defensa de Nueva Zelanda envió cinco helicópteros de la Fuerza Aérea Real de Nueva Zelanda (cuatro NH90 y un Agusta A109 de la RNZAF), un P-3 Orion y un C-130 Hércules de RNZAF de Whenuapai. Los aviones tuvieron la tarea de inspeccionar y suministrar suministros de emergencia esenciales a las áreas más afectadas por el terremoto alrededor de Kaikoura. El aeródromo de Kaikoura era demasiado pequeño para tomar aviones multi-motor más grandes así que el aterrizaje fue limitado a los helicópteros ya los pequeños aviones. El buque multifuncional HMNZS Canterbury de la Royal New Zealand Navy y el buque patrullero de la costa HMNZS Wellington fueron desplegados a Kaikoura para proporcionar suministros de ayuda y evacuar a la gente. El NCSM Vancouver, el HMAS Darwin y el USS Sampson, se encontraban en aguas de Nueva Zelanda para las celebraciones del 75.º aniversario de RNZN en Auckland, fueron redirigidos por sus respectivos gobiernos para ayudar. Una Marina de Estados Unidos P-3 Orion de VP-47 y dos Kawasaki P-1 de la Marítima de Autodefensa de la Fuerza Kawasaki, también visitando el RNZAF, estaba la base aérea en Whenuapai para los acontecimientos del aniversario, los que también fueron desplegadas para asistir. La Fuerza de Defensa de Nueva Zelanda también desplegó a HMNZS Te Kaha y HMNZS Endeavour para apoyar la operación.
El Servicio de Bomberos de Nueva Zelanda envió equipos de búsqueda y rescate urbanos a Wellington y Kaikoura. Los paramédicos también fueron enviados de San Juan.
Cerca de 200 personas habían sido trasladadas por avión desde Kaikoura hacia la noche del 15 de noviembre, y cerca de 1.000 aún debían ser evacuadas la mañana siguiente. Turistas varados con problemas de salud y planes de viaje se pusieron en una lista de prioridades de vuelo. El HMNZS Canterbury llegó a Kaikoura el 16 de noviembre y transportó a Lyttelton unos 450 evacuados, 4 perros y 7 toneladas de equipaje, llegando temprano a la mañana siguiente.
En la mañana del 20 de noviembre, HMNZS Canterbury llegó a Lyttelton con otro grupo de evacuados, con lo que el número total evacuado de Kaikoura a más de 900 personas.